# Statua in bronzo di Treboniano Gallo

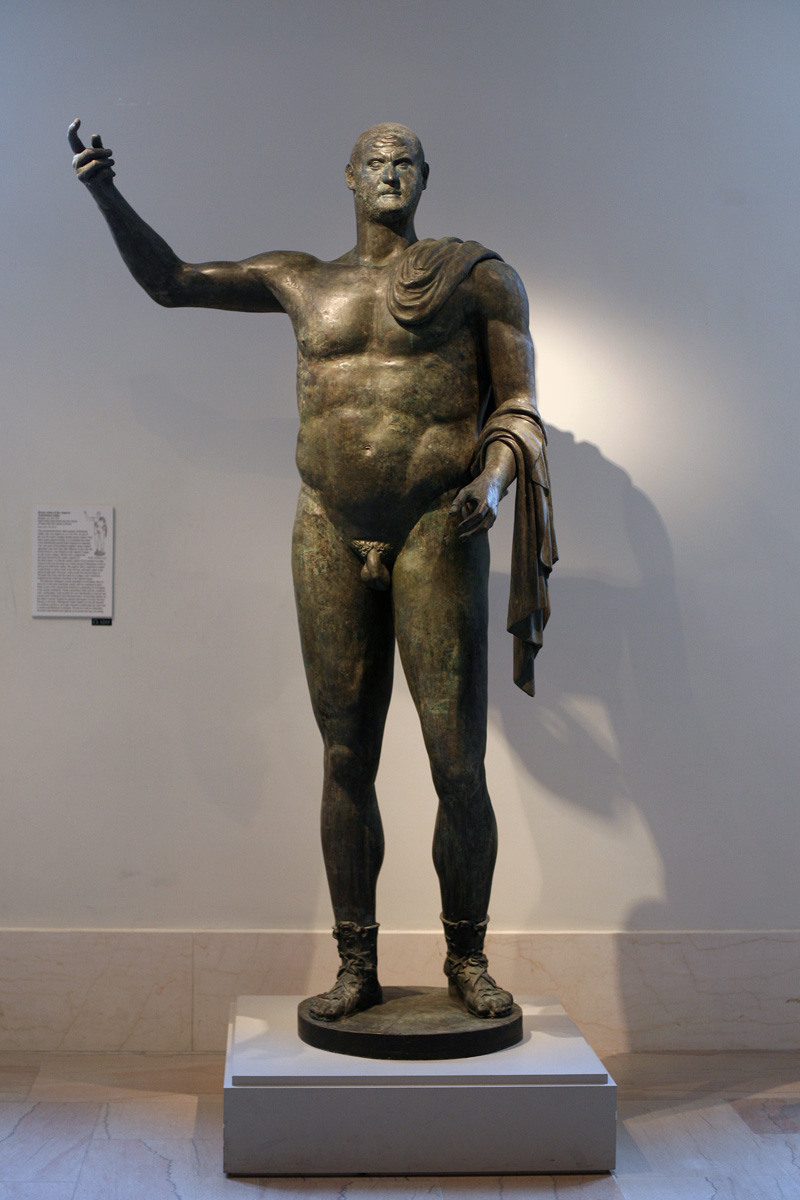
Statua bronzea dell'imperatore Treboniano Gallo al Metropolitan Museum di New York

La statua bronzea di Treboniano Gallo è una statua in bronzo del III secolo esposta nel Metropolitan Museum of Art di New York e proveniente da Roma, identificata generalmente con un ritratto dell'imperatore Treboniano Gallo (251-253).
Si tratta della sola statua in bronzo del III secolo giunta quasi intatta fino a noi.

## Storia
La statua fu rinvenuta in una vigna presso la basilica di San Giovanni in Laterano, in scavi condotti dal conte Nikolaj Nikitič Demidov (1773-1828), dal 1819 ambasciatore russo a Firenze, con il permesso di papa Pio VII. Sarebbe stata rinvenuta in frammenti all'interno di un ambiente antico e vicino ad un piedistallo. Nella zona si conosce l'esistenza dei Castra Nova equitum singularium, a cui la statua sarebbe potuta appartenere
Il bronzo venne restaurato a Firenze ed entrò nella cospicua collezione di antichità del conte, situata nella villa San Donato, con la quale passò in eredità al figlio Anatolij Nikolaevič Demidov (1812-1869). Nel 1848 la statua fu ceduta all'architetto neoclassico francese August de Montferrand (1786–1858), che la portò con sé a San Pietroburgo, dove lavorava per lo zar Nicola I. Nel 1852 fu pubblicata nel catalogo della collezione Montferrand da Bernhard von Köhne, che la identificò come una statua di Giulio Cesare.
Alla morte di Montferrand la sua collezione venne venduta dagli eredi e la statua, di nuovo in frammenti, fu acquistata nel 1896 dagli antiquari di Parigi Rollin & Feuardent che la fecero restaurare e la vendettero al Metropolitan Museum of Art nel 1905.
Tra il 2002 e il 2007 la statua è stata restaurata nuovamente con criteri moderni ed è stata sottoposta a indagini e analisi.

## Descrizione

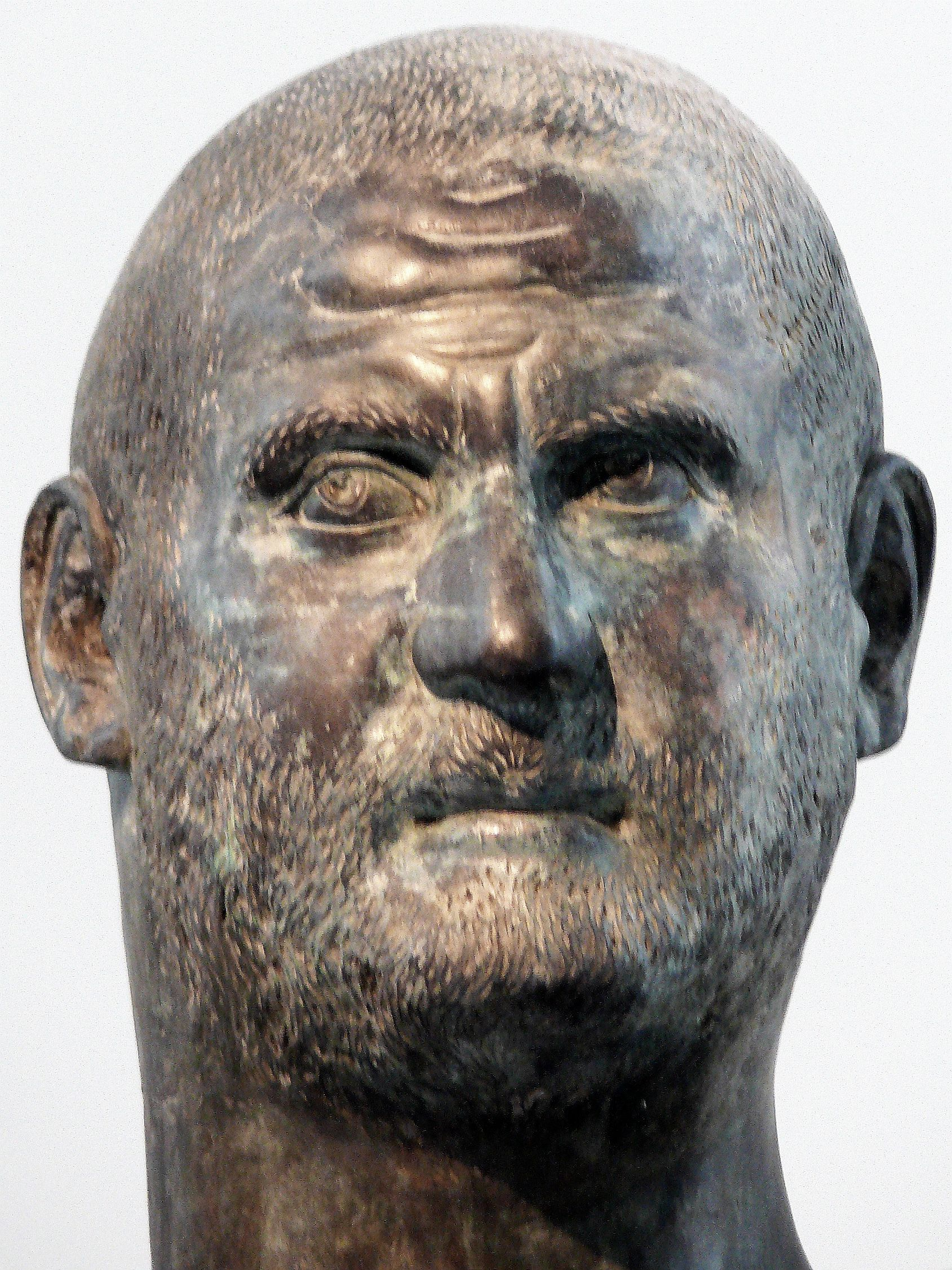
Particolare della testa della statua

La statua rappresenta l'imperatore in nudità eroica, ma calzato, e di dimensioni maggiori del vero (circa 2,5 m di altezza). Probabilmente portava nella sinistra una corta spada (parazonium) e nella destra una lancia, come si può dedurre dalla posizione delle dita. Ai piedi porta calzari a stivaletto, aperti sul davanti e decorati con maschera e conchiglia.
Il corpo è idealizzato, mentre il ritratto è realistico. Sebbene la testa sia sproporzionata in rapporto al corpo, appartiene probabilmente alla statua, alla quale era stata congiunta in antico.
La statua ha subito alcune aggiunte negli interventi di restauro moderni (il mantello drappeggiato sulla spalla sinistra, che tuttavia esisteva anche nell'originale, piccole parti della superficie e in particolare il pene, il piede destro e il piede sinistro, quest'ultimo antico ma potrebbe non essere pertinente.

## Identificazione
Nell'Ottocento la statua era stata identificata come un ritratto postumo di Giulio Cesare ed era stata attribuita all'epoca adrianea. La resa dei capelli e della barba, la rende invece simile a molti ritratti del III secolo, già a partire dai ritratti degli imperatori della dinastia dei Severi.
L'identificazione con un ritratto dell'imperatore Treboniano Gallo (251-253) si basa sulla somiglianza del profilo con quello dei ritratti sulle monete di questo imperatore, ma non è considerata certa.

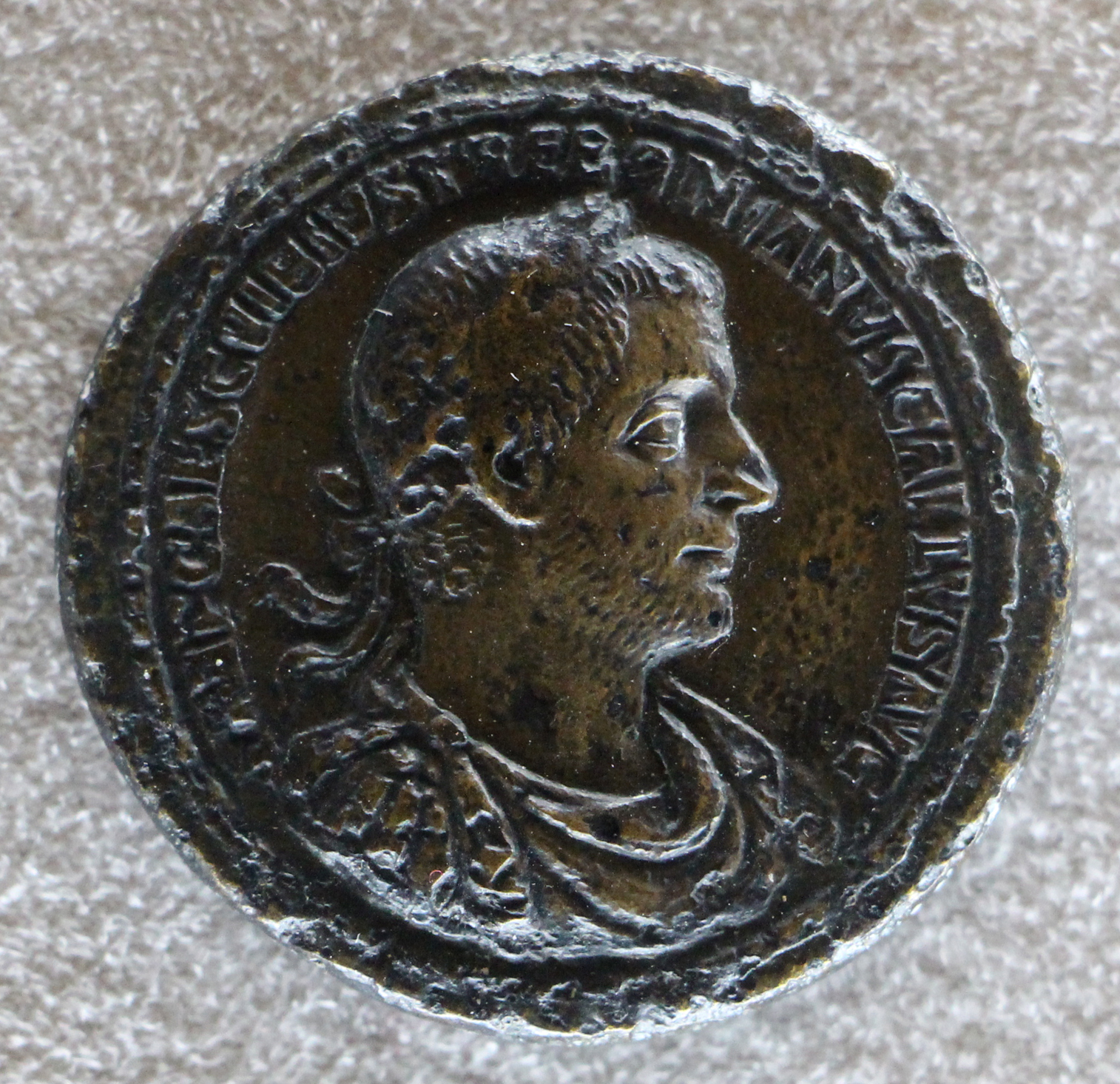
Ritratto di Treboniano Gallo su medaglione in bronzo e oricalco (Museo archeologico di Firenze,)
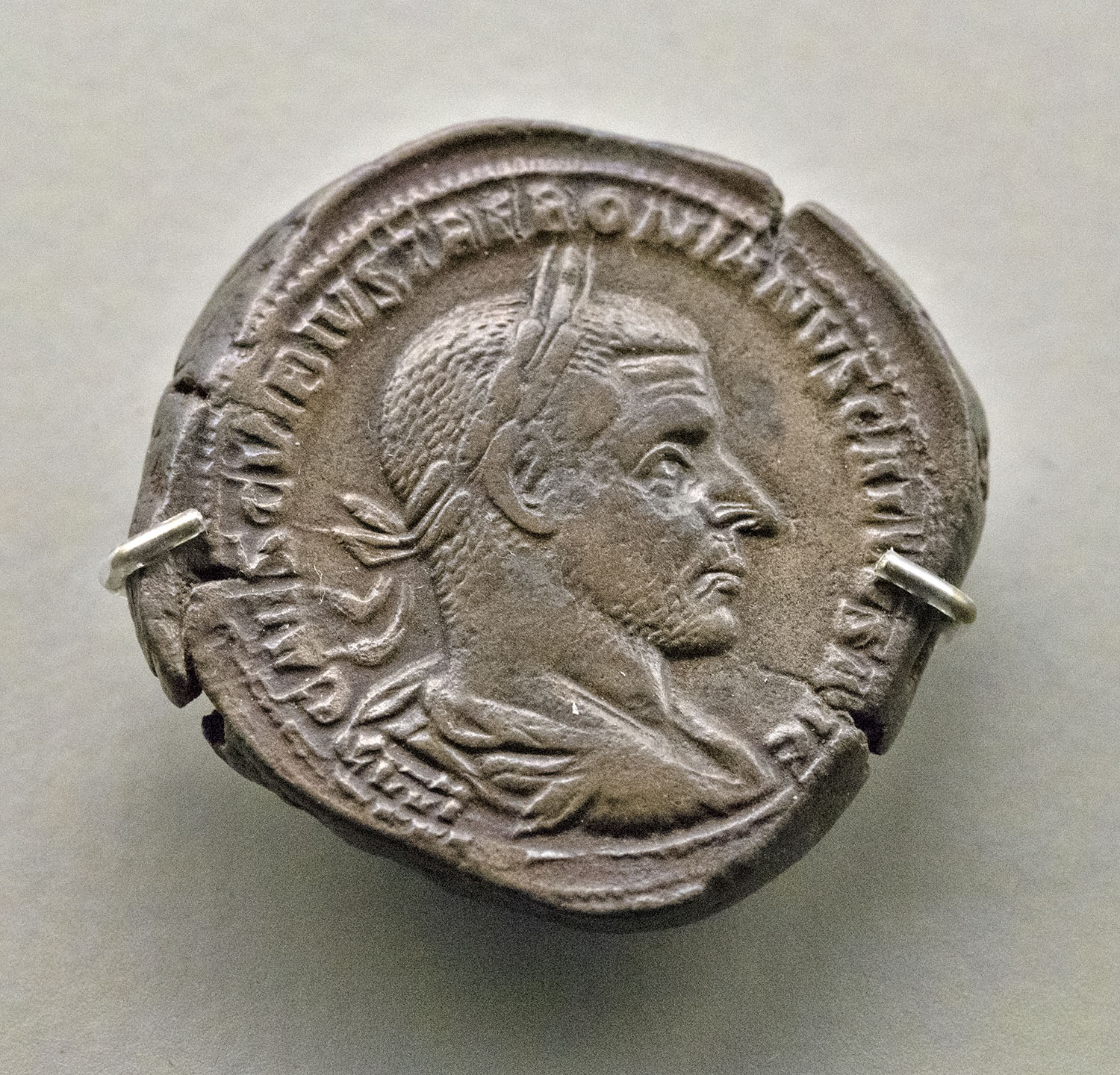
Ritratto di Treboniano Gallo su moneta di bronzo (Museo de arte romano di Mérida)
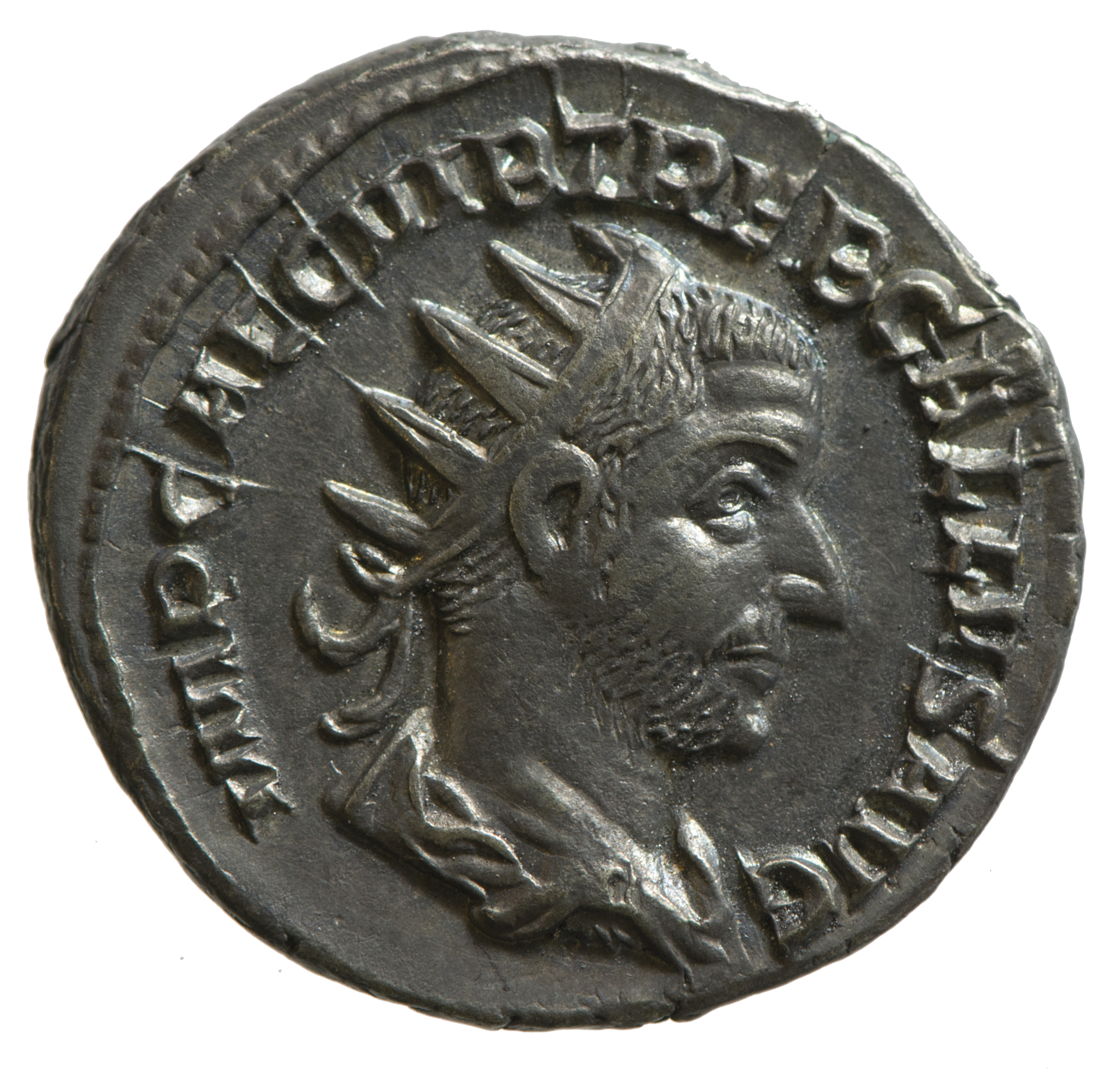
Ritratto di Treboniano Gallo con corona radiata su moneta (Yorkshire Museum)
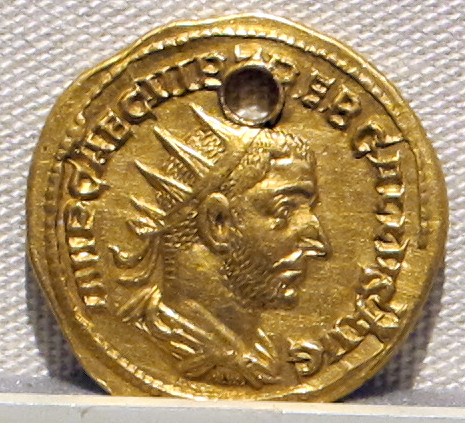
Ritratto di Treboniano Gallo con corona radiata su moneta d'oro (Museo nazionale romano, Palazzo Massimo alle Terme, medagliere)

## Tecnica di realizzazione
I dati tecnici dimostrano che il metallo della statua è una lega composta di rame, stagno e piombo, con contenuto in piombo relativamente alto
Piccole differenze nella composizione della lega dimostrano che già in antico la statua era stata eseguita riunendo almeno otto diversi pezzi (testa, parte superiore del torso, parte inferiore del torso, braccia, gambe e il mantello originale (ora sostituito da un elemento moderno), realizzati con la tecnica della fusione "a cera persa".